# Gospa od Škrpjela

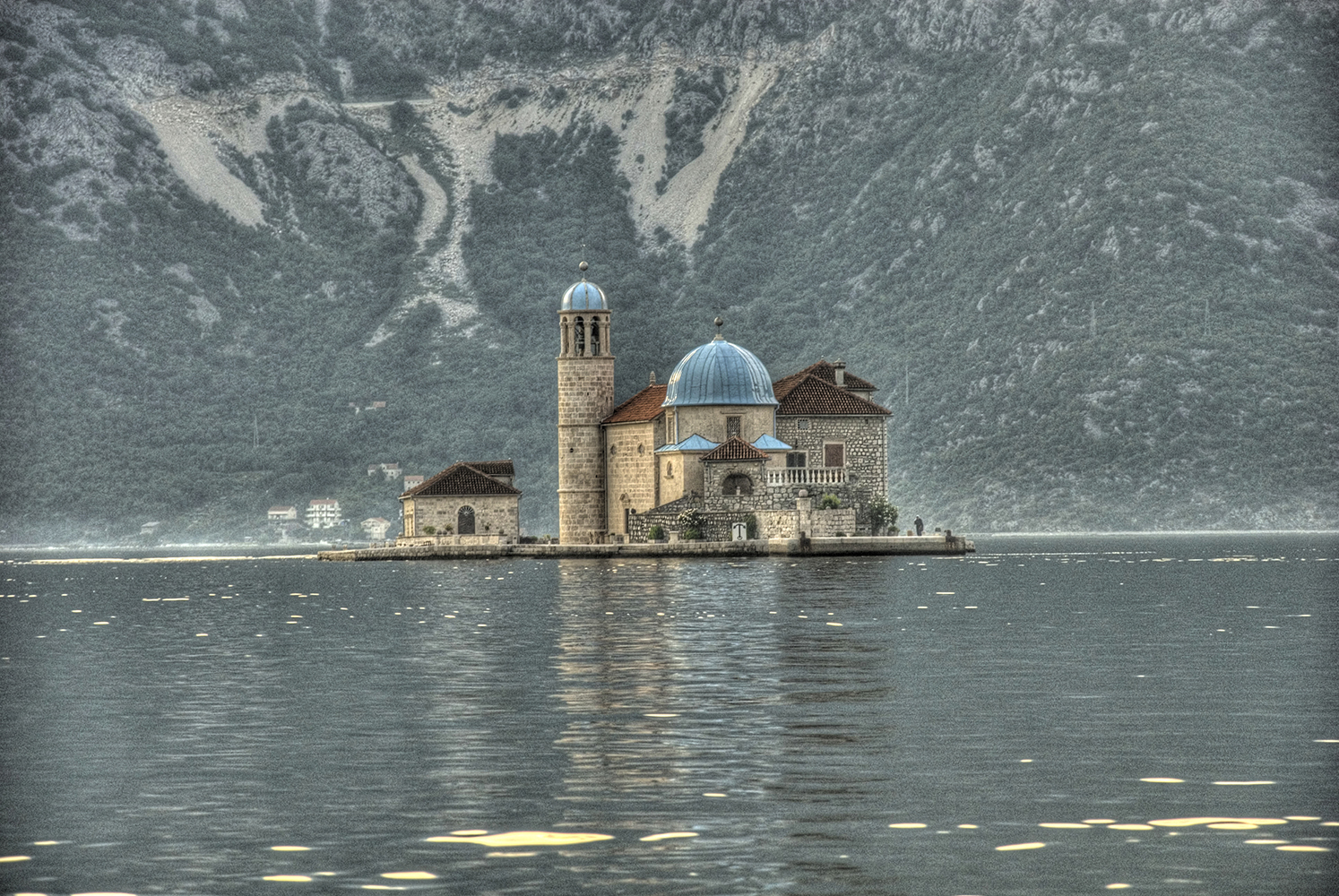
Wyspa Matki Boskiej na Skale

Wyspa Gospa od Škrpjela (Wyspa Matki Boskiej na Skale) – jedna z dwóch wysepek u wybrzeży miejscowości Perast w Zatoce Kotorskiej, należącej do linii brzegowej Czarnogóry. Drugą jest Sveti Đorđe. W przeciwieństwie jednak do niej Gospa od Škrpjela to sztuczna wyspa – jedyna taka na Morzu Adriatyckim.

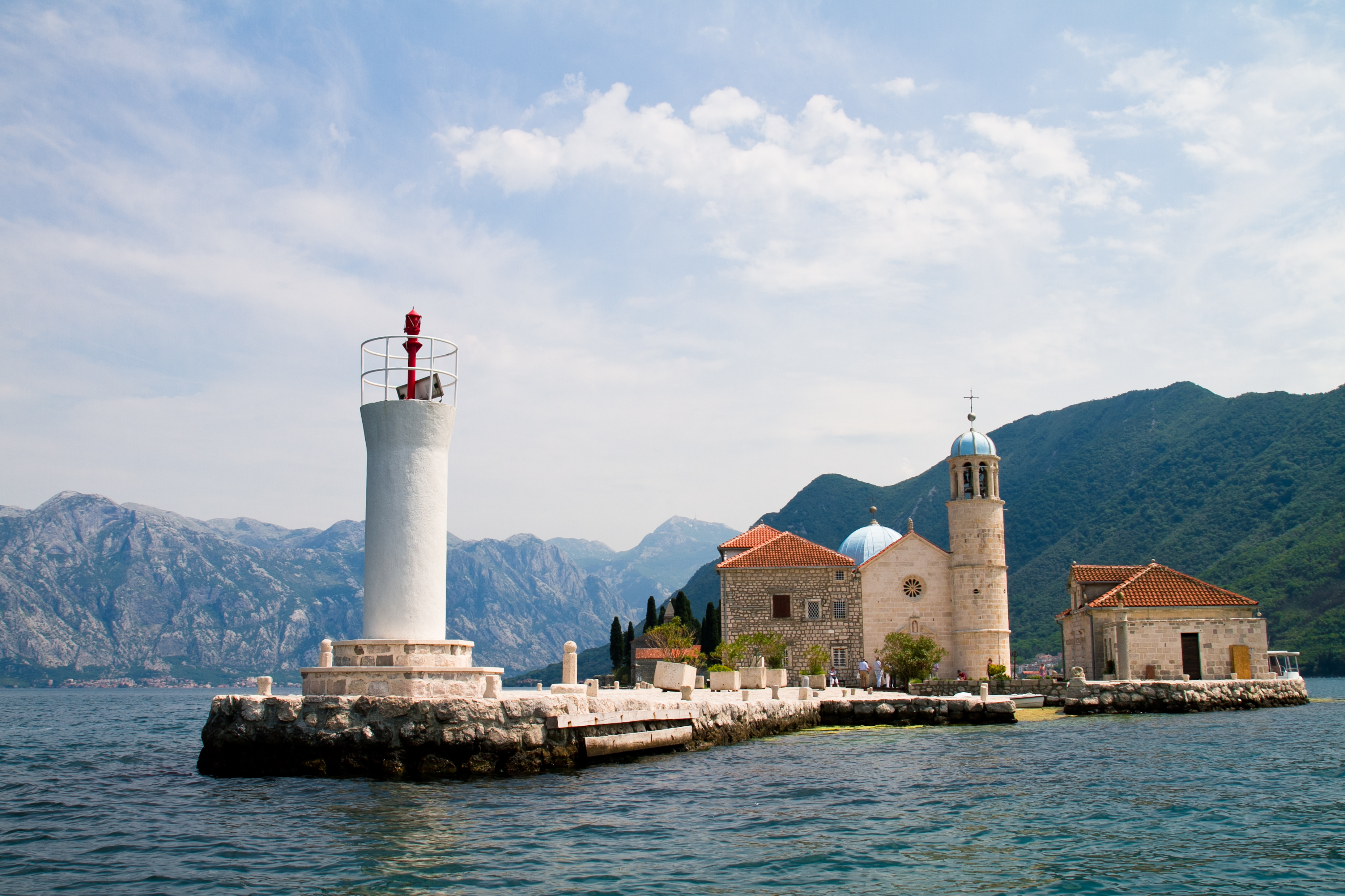
Gospa od Škrpjela

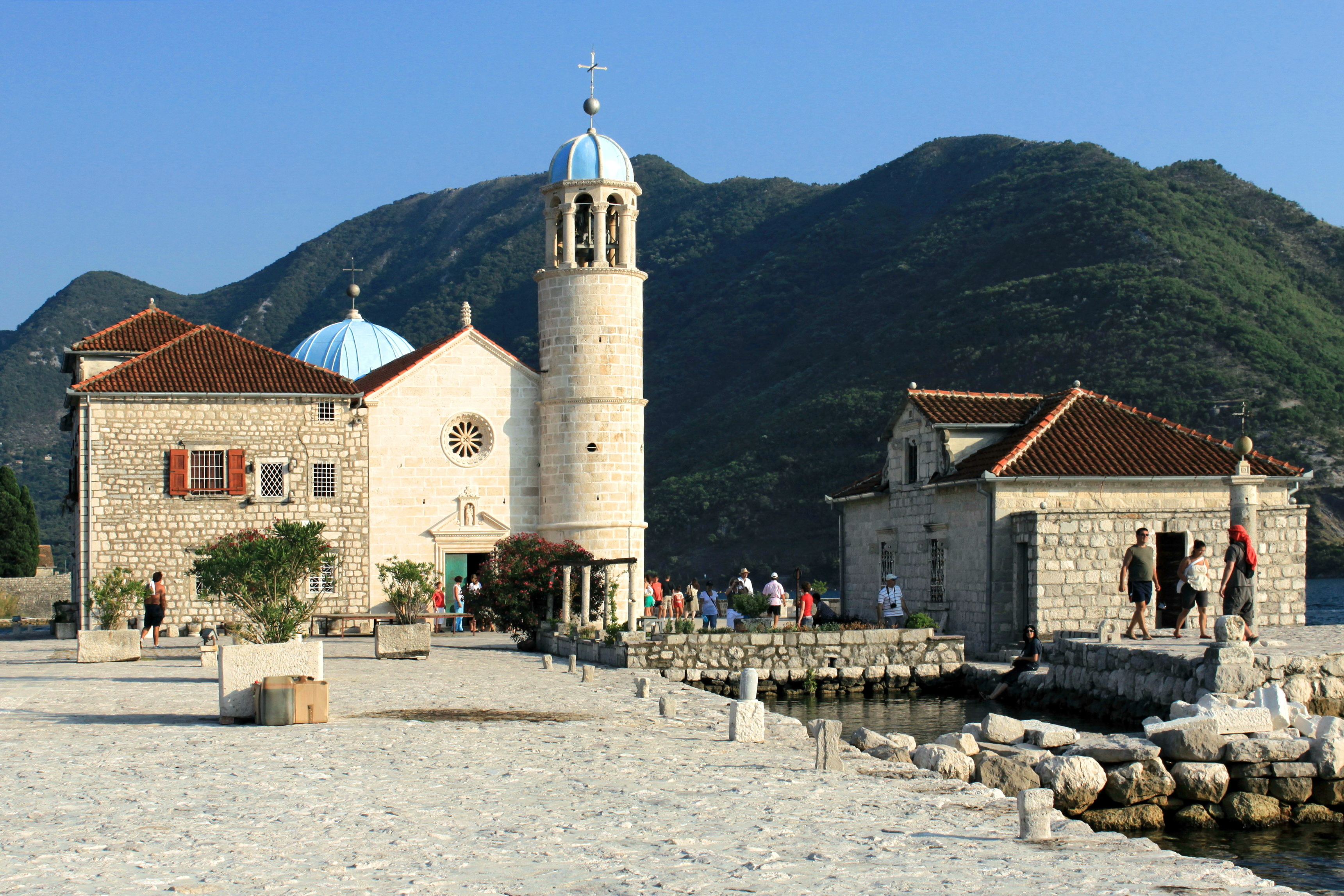
Gospa od Škrpjela

Wysepka powstała sztucznie w miejscu, gdzie niegdyś wystawała jedynie niewielka, szpiczasta skała. Zgodnie z legendą, podczas nocnego połowu ryb 22 lipca 1452, dwaj rybacy – bracia Mortešić – znaleźli na niej obraz Matki Boskiej. Trzykrotnie ustawiano go w kościele św. Mikołaja w Peraście, ale za każdym razem w tajemniczych okolicznościach obraz wracał na skałę. Wydarzenie to było bodźcem do usypania w tym miejscu wysepki, którą nazwano Gospa od Škrpjela (škrpio w lokalnym dialekcie oznacza bowiem skałę), na której postanowiono wznieść świątynię. Mieszkańcy Perastu zaczęli wysypywać głazy i zatapiać zdobyte tureckie okręty, stopniowo powiększając wysepkę. Tylko do 1603 zatopiono w tym celu ponad 100 żaglowców wypełnionych kamieniami.
Pierwszy kościół na wysepce powstał już w XV wieku, choć jego rozmiary były skromne. Dopiero wraz z rozbudową wyspy zdecydowano się na budowę nowej większej świątyni. Kościół Matki Boskiej na Skale wybudowano w 1630, a w 1. poł. XVIII w. dobudowano do niego okrągłą dzwonnicę.
Wnętrze kościoła jest bogato zdobione. Główny, marmurowy ołtarz, powstał w 1765 jako dzieło duetu z Genui: Antonio i jego syna Gerolamo Capellano. Budowę ołtarza sfinansowała cała społeczność Perastu. Plany jego budowy powstały w Wenecji, skąd zostały wysłane do Genui przez kapitana Mato Chiorko (Čorko). Ołtarz przywiózł do Perastu w 1796 kapitan Josip Rupčić na statku Corriere di Soria. W środku ołtarza znajduje się tabernakulum z zielonymi marmurowymi filarami, zwieńczone baldachimem, z niszą zawierającą gotycki, uważany za cudowny, obraz Matki Boskiej z Dzieciątkiem. Po bokach obrazu znajdują się marmurowe figury św. Jana Ewangelisty z orłem i Biblią oraz św. Rocha z psem i laską. Rzeźbił je Francesco Gai – syn Antonia Gai, zaś budowę ich zlecił Ivan Diego Marinović w 1783. Wnętrze kościoła (na ścianach bocznych i suficie) pokrywa 68 barokowych obrazów olejnych Tryfona (Tripo) Kokolji z Perastu. Sufit jest udekorowany scenami z życia Maryi i Chrystusa, a także ewangelistów. Osiem kaset zawiera grupy aniołów i kosze róż, lilii i goździków, malowane na drewnianych płytach. Na ścianach wokół nawy znajdują się liczne srebrne płyty wotywne z wygrawerowanymi sylwetkami statków z Zatoki Kotorskiej oddanych pod opiekę Matki Boskiej na Skale. Jeden z nich nosi nazwę „Sobjeski” na cześć wiktorii wiedeńskiej. Wotywne płyty srebrne składane są po dziś dzień. Przykościelne muzeum mieści kolekcję wotywnych obrazów, malowideł i haftów wyobrażających wstawiennictwo Maryi w chwilach zagrożenia życia na morzu (sztormy, atak okrętów tureckich, wyzwolenie z niewoli na tureckich statkach).
Podczas trzęsienia ziemi, które nawiedziło Zatokę Kotorską w 1979 kościół i zespół zabudowań na wyspie nie uległy najmniejszym uszkodzeniom – sztucznie utworzone podłoże z niespojonych kamieni zamortyzowało ruchy dna.
Co roku, 22 lipca, na pamiątkę znalezienia cudownego obrazu Matki Boskiej, mieszkańcy Perastu, ubrani w tradycyjne stroje, podpływają łodziami wypełnionymi kamieniami i wrzucają je tuż obok wysepki na dno morza. Także w dzień Wniebowzięcia Najświętszej Maryi Panny, do kościoła na msze w intencji Matki Boskiej, przybywają uroczyście wierni, zarówno katolicy jak i prawosławni.